# Brand New Day (album, Sting)
Brand New Day je šesté sólové album anglického rockového hudebníka Stinga.

## Seznam skladeb
Autorem skladeb je Sting, pokud není uvedeno jinak.
| Pořadí | Název                                          | Délka |
| ------ | ---------------------------------------------- | ----- |
| 1.     | A Thousand Years (Kipper, Sting)               | 5:57  |
| 2.     | Desert Rose                                    | 4:45  |
| 3.     | Big Lie, Small World (Featuring David Hartley) | 5:05  |
| 4.     | After the Rain Has Fallen                      | 5:03  |
| 5.     | Perfect Love... Gone Wrong                     | 5:24  |
| 6.     | Tomorrow We'll See                             | 4:47  |
| 7.     | Prelude to the End of the Game                 | 0:20  |
| 8.     | Fill Her Up                                    | 5:38  |
| 9.     | Ghost Story                                    | 5:29  |
| 10.    | Brand New Day                                  | 6:19  |

## Obsazení
- Sting – kytara, baskytara, klávesy, syntezátor, zpěv
- Kipper – programování bicích, klávesy
- Dominic Miller – kytara
- Manu Katché – bicí
- Vinnie Colaiuta – bicí
- Jason Rebello – klavír, clavinet
- Chris Botti – trubka
- Stevie Wonder – harmonica
- James Taylor – zpěv, akustická kytara
- Cheb Mami – zpěv
- Branford Marsalis – klarinet
- Mino Cinelu – percussion
- Dave Hartley – aranže smyčců a dirigování (skladby 3 a 6), Hammondovy varhany
- B. J. Cole – pedálová steel guitar
- Kathryn Tickell – Northumberlandské dudy, housle
- Don Blackman – Hammondovy varhany
- Sté – zpěv
- Gavyn Wright – smyčce (skladby 3 a 6)
- Joe Mendez – doprovodné vokály
- Janice Pendarvis – doprovodné vokály
- Althea Rodgers – doprovodné vokály
- Pamela Quinlan – doprovodné vokály
- Marlon Saunders – doprovodné vokály
- Veneese Thomas – doprovodné vokály
- Darryl Tookes – doprovodné vokály
- Ken Williams – doprovodné vokály
- Tawatha Agee – doprovodné vokály
- Dennis Collins – doprovodné vokály
- Ettamri Mustapha – darbuka
- Farhat Bouallagui – smyčce (skladba 2), dirigování
- Moulay Ahmed – smyčce
- Kouider Berkan – smyčce
- Salem Bnouni – smyčce
- Sameh Catalan – smyčce